# شیفنال
latitudeشیفنالlongitudeشیفنال
شیفنال (به انگلیسی: Shifnal) یک شهرک در بریتانیا است که در انگلستان واقع شده‌است.

## خصوصیات
شیفنال ۶٬۳۹۱ نفر جمعیت دارد.